# Melilite
Melilite é um grupo de minerais da classe dos sorossilicatos. O mineral que originalmente foi denominado melilite foi descrito em 1796 a partir de amostras recolhidas em Capo di Bove, próximo de Roma, sendo o nome derivado do grego "meli" (μέλι) "mel" e "lithos" (λίθους) "pedra", uma alusão à coloração e hábito que apresenta. A designação «melilite» deixou de ser reconhecida pela IMA como o nome de um mineral determinado, por ser um termo intermédio da série åkermanite-gehlenite, mas continua a ser usado para designar aquele grupo. Não existindo como mineral individual, o nome é na actualidade aplicado aos componentes da série, a qual, para além dos minerais naturais, inclui compostos sintéticos.

## Descrição
Na sua acepção presente o termo «melilite» aplica-se aos |mineraismineral do grupo da melilite, um conjunto de soluções sólidas de vários membros membros terminais, os mais importantes dos quais são a gehlenite e a åkermanite. O termo foi criado em 1796 por Jean-Claude Delamétherie para designar um mineral descoberto em 1793 em Capo di Bove, nos Montes Albanos, arredores de Roma, que por apresentar uma coloração amarelada-esverdeada e translucência pronunciada se assemelhava a mel, pelo que o nome alpicado foi derivado das palavras gregas "meli" (μέλι) "mel" e "lithos" (λίθους) "pedra".
A fórmula generalizada para as formas mais comuns de melilite é (Ca,Na)2(Al,Mg,Fe2+)[(Al,Si)SiO7]. Todos os minerais do grupo apresentam uma composição química semelhante, sendo todos sorossilicatos tetragonais com um anião (Si2O7)6- ou um seu derivado por substituição, com a fórmula geral Ca2M(XSiO4), onde M representa um catião divalente ou trivalente de de pequeno raio atómico e X é um átomo de silício, alumínio ou boro.
Em geral, quando M é trivalente então um átomo de silício está substituído por um átomo de alumínio ou por um átomo de boro, mas a carga eléctrica também pode estar balanceada mediante a substituição acoplada do Ca2+ por um ião monovalente e M3+ por M2+, como na alumoåkermanite.
Do ponto de vista geometria molecular, os minerais do grupo da melilite são sorossilicatos com a mesma estrutura básica, de fórmula geral A2B(T2O7). Esta organização espacial é formada por unidades estruturais constituídas por pares de grupos TO4, onde T pode ser um átomo de Si, Al ou B, fundidos em forma de duplo laço. Partilhando um extremo da estrutura, a fórmula do par é T2O7. Esta unidades estruturais estão ligadas entre si, formando camadas laminares, por acção dos catiões B da fórmula geral atrás descrita. Por sua vez, as camadas laminares são interligadas pelos catiões A, dos quais os mais comuns são átomos de cálcio e de sódio. Átomos de alumínio podem ocorrer nas posições T ou B da estrutura.
Os minerais com a estrutura da melilite podem apresentar clivagem paralela às direcções cristalográficas (001) e podem apresentar clivagem perpendicular mais fraca nas direcções {110}. A melilite é tetragonal.
Os termos extremos (ou membros terminais) da série da melilite são a åkermanite Ca2Mg(Si2O7) e a gehlenite Ca2Al[AlSiO7]. Muitos membros da série das melilites também contêm apreciáveis quantidades de ferro e sódio.
Entre os minerais com a estrutura da melilite contam-se:  alumoåkermanite (Ca,Na)2(Al,Mg,Fe2+)(Si2O7), okayamalite Ca2B[BSiO7], gugiaite Ca2Be[Si2O7],
hardystonite Ca2Zn[Si2O7], barylite BaBe2[Si2O7] e andremeyerite BaFe2+2[Si2O7].
Algumas estruturas formadas por substituição de um átomo de oxigénio por um átomo de fluor (F) ou pelo grupo OH dão origem a leucofanite  (Ca,Na)2(Be,Al)[Si2O6(F,OH)],
jeffreyite (Ca,Na)2(Be,Al)[Si2O6(O,OH)] e melifanite (Ca,Na)2(Be,Al)[Si2O6(OH,F)].
Novos membros deste grupo mineral têm sido artificialmente produzidos como minerais sintéticos e intensamente estudados devido às suas propriedades multiferroicas, ou seja por exibirem simultaneamente ordenamento ferroeléctrico e magnético a baixas temperaturas. Esta característica dá origem a propriedades ópticas peculiares, nomeadamente no caso de Ba2Co(Ge2O7) que apresenta dicroísmo direccional gigante, com diferente absorção para raios de luz que se propaguem em direcções opostas, e quiralidade magneticamente comutável.

## Ocorrência
Os minerais deste grupo apresentam uma ampla distribuição, embora sejam pouco abundantes, ocorrendo em rochas metamórficas, em algumas rochas ígneas pobres em silício e elementos alcalinos e nalguns tipos de meteoritos. Entre os constituintes do grupo, são mais comuns aqueles que apresentam composição próxima dos membros terminais da série, a akermanite e a gehlenite.
Entre as ocorrências metamórficas típicas da melilite destacam-se os mármores impuros formados a altas temperaturas. As melilites ocorrem em alguns escarnitos (skarns) de alta temperatura.
A melilite em algumas rochas ígneas menos comuns insaturadas em sílica. Algumas dessas rochas aparentam ter sido formadas por reacção de magmas com calcário. Outras rochas ígneas contendo melilite cristalizam a partir de magmas derivados do manto terrestre, aparentemente não contaminados pela crusta. A melilite é um constituinte essencial em algumas rochas ígneas raras, como a melilitite olivínica. algumas rochas ígneas extremamente raras podem conter até 70% de melilite, a qual nesses casos ocorre juntamente com minerais como as piroxenas e a perovskite.
A melilite é um dos minerais constituintes de alguns tipos de inclusões ricas em cálcio e alumínio (CAIs) em meteoritos condríticos. Os rácios isotópicos de magnésio e alguns outros elementos presentes nestas inclusões são de grande importância para fundamentar a dedução da formação do nosso sistema solar.

## Minerais do grupo
O grupo melilita é formado pelos seguintes membros:
- Oakermanite (Ca2MgSi2O7)
- alumoåkermanite ((Ca,Na) 2 (Al,Mg,Fe2+)(Si2O7))
- Gehlenite (Ca2Al(SiAl)O7)
- Gugiaite (Ca2BeSi2O7)
- Hardystonite (Ca2ZnSi2O7)
- Okayamalite (Ca2B2SiO7)

Para além disso, entre estes minerais formam-se séries de solução sólida que originam toda a família de minerais intermédios que são também considerados como integrantes deste grupo.